# Nāḩiyat Muzayri‘ah
Nāḩiyat Muzayri‘ah (arabiska: ناحية المزيرعة, ناحية مزيرعة) är ett subdistrikt i Syrien.   Det ligger i provinsen Latakia, i den västra delen av landet, 230 km norr om huvudstaden Damaskus.
Trakten runt Nāḩiyat Muzayri‘ah består till största delen av jordbruksmark. Runt Nāḩiyat Muzayri‘ah är det tätbefolkat, med 493 invånare per kvadratkilometer.